# Kabinetscrisis over de grondpolitiek
Een conflict rondom bezit van land was in 1977 de oorzaak van een kabinetscrisis in Nederland.
Op 22 maart 1977 viel het kabinet-Den Uyl. Het conflict ontstond in het kabinet, maar vond zijn oorsprong in de Tweede Kamer. Door de fracties van KVP en ARP waren namelijk amendementen ingediend op wetsvoorstellen inzake de grondpolitiek.
CDA-minister van Justitie en lijsttrekker Van Agt wilde daaraan tegemoetkomen. Hij deelde in februari mee dat zonder wijziging de voorstellen, waarvan hij de eerste ondertekenaar was, verworpen zouden worden. Het kabinet kon het echter in diverse vergaderingen niet eens worden over die wijzigingen.
De breuk betekende het einde van vier jaar moeizame samenwerking tussen de 'progressieve drie' (PvdA, PPR en D'66) en ARP en KVP. In de aanloop naar het conflict was de spanning voortdurend opgelopen. Het conflict zou nog lange tijd doorwerken in de politieke verhoudingen.

## Voorgeschiedenis
Het kabinet-Den Uyl kwam tot stand na een langdurige kabinetsformatie. Uiteindelijk werd een kabinet gevormd op basis van het gezamenlijke verkiezingsprogramma van PvdA, PPR en D'66 ('Keerpunt 1972') en van dat van ARP, CHU en KVP ('Schets van beleid'). De CHU nam evenwel geen deel aan het kabinet. Er waren door progressieven en christendemocraten alleen afspraken gemaakt over politiek gevoelige onderwerpen, zoals abortus.
Het kabinet-Den Uyl kenmerkte zich door voortdurende spanningen tussen de ministers onderling, alsmede tussen kabinet en Tweede Kamerfracties. Zaken waarbij dat speelde waren onder meer de huren, de abortuskwestie, de levering van reactorvaten aan Zuid-Afrika en de indiening van enkele belangrijke wetsvoorstellen, die door de progressieven als maatschappijhervormend werden betiteld.

## Vier hervormende voorstellen
Het kabinet-Den Uyl had in zijn vaandel: spreiding van kennis, macht en inkomen. Om daaraan inhoud te geven kwam het onder andere met vier voorstellen. Het eerste betrof versterking van de positie van werknemers in de ondernemingsraad. Het tweede beoogde werknemers te laten meedelen in de winsten van ondernemingen (Vermogensaanwasdeling of VAD).
Een derde wetsvoorstel moest de overheid meer invloed geven op investeringen. Via premies moesten investeringen die goed waren voor de werkgelegenheid en het milieu worden bevorderd. De wet die dit moest gaan regelen heette Wet op de investeringsrekening (WIR).
Het vierde onderwerp betrof de grondpolitiek. Door grondspeculaties werd grond steeds duurder en daardoor stegen bijvoorbeeld de kosten voor woningbouw. Om dat te beperken, dienden gemeenten een voorkeursrecht te krijgen bij grondaankoop. Verder moesten eigenaren bij onteigening niet op basis van de waarde in het vrije economische verkeer worden schadeloosgesteld, maar volgens de gebruikswaarde van de grond. De voorstellen waren ondertekend door Van Agt, Van der Stee (beiden KVP) en Gruijters (D'66).

## Aanloop tot de crisis
In de maanden voor de crisis waren de verhoudingen tussen de progressieve drie en de christelijke partijen verslechterd. PvdA-fractievoorzitter Van Thijn achtte totstandkoming van de maatschappij-hervormende wetsvoorstellen een voorwaarde voor samenwerking in een volgend kabinet. De christendemocraten beschouwden dat echter als ongewenste exameneisen.
KVP en ARP hadden inmiddels besloten om samen met oppositiepartij CHU te fuseren tot een nieuwe partij, het CDA. Lijsttrekker daarvan zou Dries van Agt worden, minister van Justitie en vicepremier in het kabinet-Den Uyl. Van Agt verklaarde bij zijn benoeming tot lijsttrekker in januari 1977 dat het CDA niet naar links en niet naar rechts zou buigen.
De positie van Van Agt in het kabinet was inmiddels ronduit omstreden geraakt. In de zomer van 1976 had hij lang geworsteld met de vraag of hij wel kon aanblijven. Als minister zou hij namelijk mogelijk een door hem ongewenste initiatiefwet van VVD en PvdA over abortus moeten ondertekenen. In november van dat jaar vluchtte bovendien de van oorlogsmisdaden verdachte zakenman Pieter Menten naar Zwitserland. Verantwoordelijk minister Van Agt werd daarvoor door vrijwel de gehele Tweede Kamer zwaar bekritiseerd.
In februari 1977 stelde PvdA-woordvoerder Kosto in een afrondend debat over deze zaak, dat de PvdA Van Agt alleen niet wegstuurde, omdat in dat geval het kabinet zou vallen. Van Agt verklaarde hierop een aversie te hebben tegen deze vorm van politiek. De op hem gerichte aanvallen, noemde hij 'Actie beschadiging lijsttrekker CDA'.

## Grondpolitiek
De gezamenlijke fracties van KVP, ARP en CHU kwamen begin 1977 met amendementen op de in 1975 ingediende wetsvoorstellen over de grondpolitiek. Het belangrijkste amendement, van de KVP'er De Bekker, beoogde de vergoeding bij onteigening te blijven baseren op de waarde van grond in het vrije verkeer.
Het kabinet beraadde zich hierop, waarbij Van Agt verklaarde het wetsvoorstel niet te zullen verdedigen als niet aan de wensen van christendemocraten tegemoet was gekomen. In het kabinet werd vervolgens nagedacht over een aanvullende regeling voor schadeloosstelling bij onteigening. De discussies verliepen zo moeizaam, dat het geplande Kamerdebat enkele malen moest worden uitgesteld. Oppositieleider Wiegel riep minister-president Den Uyl hierover op 10 maart ter verantwoording.
Op 17 maart deelde Van Agt mee dat de politieke wil aanwezig was om eruit te komen, maar twee dagen later verklaarde hij - zonder overleg met zijn KVP- en ARP-collega's - in een televisieprogramma van de NCRV dat de progressieven concessies moesten doen om een crisis te voorkomen.
In de avond en nacht van 21 op 22 maart bleek dat er geen oplossing kon worden gevonden. Het kabinet kwam wel met wijziging van het wetsvoorstel, maar ging daarbij niet zo ver als KVP en ARP wilden. Dat was voor de ministers Van Agt en Van der Stee niet aanvaardbaar. Boersma en De Gaay Fortman (ARP) stonden aanvankelijk aan de zijde van de progressieve ministers. Om de christendemocratische eenheid te bewaren, dienden ze echter uiteindelijk, net als de vier KVP-ministers, toch hun ontslag in. De overige ministers stelden hierop hun portefeuille ter beschikking.

## Debat
Op dinsdag 22 maart kwam premier Den Uyl in de Tweede Kamer de val van zijn kabinet meedelen. Teleurgesteld constateerde hij dat het na bijna vier jaar en nog maar twee maanden voor de verkiezingen niet mogelijk was gebleken om een aantal belangrijke wetsvoorstellen tot stand te brengen. Als eerstverantwoordelijke voor het kabinet beschouwde hij dat als zijn bitterste ervaring. Het debat over deze verklaring stond geheel in het teken van de naderende verkiezingen.

## Nasleep en gevolgen
Omdat er voor mei toch al verkiezingen waren gepland, bleef het kabinet demissionair aan en kwam er geen interim-kabinet. Het kabinet zou alleen niet-politiek gevoelige onderwerpen behandelen.
De verkiezingsstrijd was fel en bracht de PvdA tien zetels winst. Aangezien niet alleen de combinatie CDA, PvdA (en D'66) een meerderheid had, maar ook een combinatie van CDA en VVD (samen 77 zetels) was vorming van een tweede kabinet-Den Uyl voor de christendemocraten echter geen uitgemaakte zaak.
De onderhandelingen over zo'n kabinet zouden zich maanden voortslepen, waarbij de verslechterde verhoudingen (met name tussen de PvdA (Den Uyl, Ed van Thijn) enerzijds en het CDA (Van Agt) anderzijds) bleven doorwerken. Over de grondpolitiek werden PvdA en CDA het opvallend genoeg echter al wel snel eens.
Onenigheid over de zetelverdeling en personele samenstelling van een tweede kabinet-Den Uyl leidde er in november 1977 evenwel toe dat dit kabinet er niet kwam. CDA en VVD vormden hierna een kabinet-Van Agt/Wiegel. Dat kabinet zou wel de grondpolitiek regelen, maar niet in de door het kabinet-Den Uyl voorgestane zin.